# Richard Kell (cầu thủ bóng đá)
Richard Kell (sinh ngày 15 tháng 9 năm 1979) là một cựu cầu thủ bóng đá người Anh thi đấu ở vị trí tiền vệ.

## Sự nghiệp
Ông có 101 lần ra sân ở Football League cho Torquay United, Scunthorpe United, Barnsley và Lincoln City. Vào tháng 6 năm 2005, he kí hợp đồng với Barnsley. Năm 2006 ông rời Barnsley và kí hợp đồng với Lincoln vào tháng 12 năm đó. Kell rời Lincoln City năm 2007 khi câu lạc bộ quyết định không gia hạn hợp đồng.

## Cuộc sống cá nhân
Sau khi giải nghệ vì chấn thương, khi có hai lần bị gãy xương, ông trở thành phi công máy bay thương mại.